# Elin Brimheim Heinesen
Elin Brimheim Heinesen (Tórshavn, 25 giugno 1958) è una musicista e giornalista faroese, come musicista in particolare cantante, cantautrice e compositrice.

## Biografia
Nata a Tórshavn, capitale delle Isole Faroe, Heinesen ha conseguito la laurea magistrale (Cand.mag.) in estetica e cultura, con specializzazione in lingua e letteratura. Ha studiato presso l'Università delle Isole Fær Øer (Fróðskaparsetur Føroya) nel periodo 1979-1981 e presso l'Università di Aarhus, in Danimarca, nei periodi 1984-1986 e 1989-1991. In seguito, Heinesen si è anche diplomata in direzione di sceneggiatura cinematografica presso l'Istituto cinematografico nazionale danese (Den Danske Filmskole), che ha frequentato nel periodo 1997-1999.
Heinesen ha vissuto in Danimarca per quasi 25 anni, dove ha lavorato nel marketing e nell'editoria. Nel 2007 Heinesen è tornata a vivere nelle Isole Faroe, quando divenne direttrice presso il SamVit, società del Ministero degli Estratti e dei Trasporti, fino alla sua chiusura nell'agosto 2009.
Dal settembre 2009 al maggio 2012 Heinesen è stata responsabile dei media e dello sviluppo presso la Kringvarpi Føroya.
Dal maggio 2012 all'aprile 2015 è stata una delle principali giornaliste di portal.fo, dopo la vendita di questo alla società Knassar. Nell'aprile 2015 è stata nominata al servizio della Fróðskaparsetur Føroya come direttrice del nuovo ufficio di letteratura.
Heinesen è stata attiva nell'organizzazione della comunità delle Isole Faroe, compreso in relazione alla lotta contro la Grindadráp da parte di Sea Shepherd. Nel febbraio 2014 è stata eletta nel comitato della nuova società cinematografica di lingua feroese, Føroysk Filmsfólk.
Heinesen tiene un blog (heinesen.info), dove scrive articoli e riflessioni.

## Musica
Elin Heinesen è anche cantautrice e scrittrice. Negli anni Settanta e Ottanta ha fatto parte di diversi gruppi musicali e orchestre che tenevano concerti presso il Haven Jazzfelg, tra cui il Perluni í Havn, demolito nel 1983. Fu una dei fondatori del Havnar Jazzfelag nel 1974, a cui ha partecipato per diversi anni.
Nel 1988 Heinesen ha pubblicato la cassetta Nalja - Elin & Kári insieme a Kára Jacobsen e contenente dieci canzoni. Qui Elin interpretava cinque canzoni e Kára cinque. Alcuni dei brani furono molto frequentemente trasmessi nelle radio, tra cui un brano interpretato da Elin Heinesen, Á, tann deiliga Havn, scritto da Kára e ancora oggi molto trasmesso durante la stagione estiva, ma soprattutto la canzone di Elin, tratto da un lavoro di suo padre, il poeta Jens Paula Heinesen, dal titolo Eitt dýpi av dýrari tíð. Questa canzone è stata classificata al quarto posto quando, nel 2018, la Kringvarp chiese alla popolazione delle Faroe quale canzone riteneva essere la migliore di tutte le canzoni pubblicate negli ultimi 50 anni.
Nel 2010 Heinesen ha pubblicato l'album "Yndisløg - Ein ferð aftur í farnar tíðir" ("L'Edizione - Un ritorno nel passato"). L'album contiene 15 brani, tutte traduzioni di famose canzoni straniere.
Nel luglio 2018 è uscita la versione completa di "Handan stjørnurnar" ("La mano delle stelle"), contenente dodici canzoni composte e scritte da Heinesen stessa.

## Opere
- 2018 - Handan stjørnurnar - Elin Brimheim Heinesen
- 2010 - Yndisløg - Ein ferð aftur í farnar tíðir (con Ad Libitum)
- 1988 - Nalja - Elin & Kári (con Kára Jacobsen)

## Famiglia
Elin Brimheim Heinesen è figlia di Jens Paula Heinesen e Maud Heinesen, entrambi scrittori. Elin ha anche una figlia, Helena Heinesen Rebensdorff, che è anche cantante e cantautrice, conosciuta come Brimheim come nome artistico. Brimheim ha ottenuto un'attenzione particolare sia in Danimarca che nelle Feroe per le sue pubblicazioni e concerti, e per il suo lavoro ha vinto diversi premi  - tra cui un premio FMA nel 2021 (nuovo nome dell'anno) e tre premi FMA nel 2022 (la canzone dell'anno, la cantante femminile dell'anno e i gruppi dell'anno), oltre a vincere il Carl Prisen della casa di produzione danese come il talento dell'anno nel 2022.